# 近多鳞鳞毛蕨
近多鳞鳞毛蕨（学名：Dryopteris komarovii），为鳞毛蕨科鳞毛蕨属下的一个植物种。